# أم فراعة
أم فراعة قرية سعودية، تتبع مركز عين شمس في محافظة الجموم بمنطقة مكة المكرمة. تقع في شمال مكة المكرمة بمسافة تقارب (40) كم.